# Juan Ignacio Reyes
Juan Ignacio Reyes González (Ciudad de México, 15 de diciembre de 1981) es un deportista mexicano que compitió en natación adaptada. Ganó siete medallas en los Juegos Paralímpicos de Verano entre los años 2000 y 2012.

## Palmarés internacional
| Juegos Paralímpicos | Juegos Paralímpicos   | Juegos Paralímpicos | Juegos Paralímpicos |
| Año                 | Lugar                 | Medalla             | Prueba              |
| ------------------- | --------------------- | ------------------- | ------------------- |
| 2000                | Sídney (Australia)    | Medalla de oro      | 50 m espalda S4     |
| 2000                | Sídney (Australia)    | Medalla de oro      | 150 m estilos SM3   |
| 2000                | Sídney (Australia)    | Medalla de plata    | 50 m mariposa S4    |
| 2004                | Atenas (Grecia)       | Medalla de oro      | 50 m espalda S4     |
| 2004                | Atenas (Grecia)       | Medalla de bronce   | 150 m estilos SM3   |
| 2008                | Pekín (China)         | Medalla de oro      | 50 m espalda S4     |
| 2012                | Londres (Reino Unido) | Medalla de oro      | 50 m espalda S4     |